# Sent Amanç (Arieja)
Sent Amanç (en francès Saint-Amans) és un antic municipi francès del departament de l'Arieja i la regió d'Occitània. El 1r de gener de 2023 va fusionar amb el municipi nou de Vesac, del qual roman un municipi delegat. La nova entitat es diu Vesac. El 2022 tenia 43 habitants. La nova entitat tenia 435 habitants el 2023.